# Aspilota muravievi
Aspilota muravievi är en stekelart som beskrevs av Sergey A. Belokobylskij 2007. Aspilota muravievi ingår i släktet Aspilota och familjen bracksteklar. Inga underarter finns listade.